# Ger Zwertbroek
Gerrit Jan Zwertbroek (Zaandam, 23 augustus 1893 - Amsterdam, 20 oktober 1977) was een Nederlands journalist en medeoprichter van de VARA.
Ger Zwertbroek, zoon van de schipper en scheepstimmerman Anthonie Zwertbroek en Antje Nel, zocht al op jeugdige leeftijd aansluiting bij de arbeidersbeweging in Nederland. Hij was medeoprichter van de Jongelieden Geheelonthoudersbond. Op 26-jarige leeftijd werd hij bureauchef bij de SDAP. Samen met de radioredacteur van Het Volk Levinus van Looi nam hij in 1925 het initiatief tot oprichting van de VARA. Van Looi werd de eerste voorzitter van deze omroeporganisatie en Zwertbroek werd omroepsecretaris en propagandist.
In sociaaldemocratische kring genoot hij grote populariteit mede vanwege zijn radiopraatjes op de zondagmorgen. Vooral onder de gewone leden was hij geliefd. Het partijestablishment was minder in zijn schik met Zwertbroek, die ook gekozen was in het bestuur van de SDAP. De radiostilte van vijf minuten, die Zwertbroek als een vorm van protest programmeerde tegen de executie van Marinus van der Lubbe in 1934, leidde tot strafmaatregelen tegen de VARA door de minister van Binnenlandse Zaken Jacob Adriaan de Wilde in de toenmalige regering Colijn. Kort daarna resulteerde deze zaak in maart uiteindelijk in de val van Zwertbroek als bestuurder van de VARA en de SDAP. "De directe aanleiding voor zijn ontslag was echter het feit dat Zwertbroek een aantal maten van de 'Internationale' wenste te gebruiken als pauzeteken tussen de programma's, iets dat naar de opvatting van zijn opponent binnen het bestuur van de VARA, Meyer Sluyser, een verkeerd imago gaf van de VARA." Verbitterd trok Zwertbroek zich terug en begon aan een ware zwerftocht van links naar rechts in het politieke spectrum. Aanvankelijk zocht hij aansluiting bij de CPN, maar belandde uiteindelijk in nationaalsocialistische kringen. Voor zijn actieve rol (onder andere als radiopropagandist) werd hij na de Tweede Wereldoorlog veroordeeld tot acht jaar gevangenisstraf.
In de jaren 60 en 70 van de 20e eeuw dook Zwertbroek op als broeder Gerardus Johannes, stichter van een sectarisch gezelschap genaamd "Mystiek Genootschap van het Gebroken Kruis", waar hij een tijd samen met Jan Willem Stikkers aan de Hartenstraat 19 in Amsterdam een "klooster" vormde en waarvoor hij missen opdroeg volgens de Syro-Chaldeeuwse ritus. Hij bediende zich bij het uitdragen van zijn boodschap van antisemitische teksten, maar Zwertbroek werd nooit vervolgd, omdat hij ‘krankzinnig’ was verklaard. Zijn laatste dagen sleet hij in een verzorgingshuis aan de Plantage Middenlaan in Amsterdam. Hij overleed op 84-jarige leeftijd.